# Ordinateur hybride

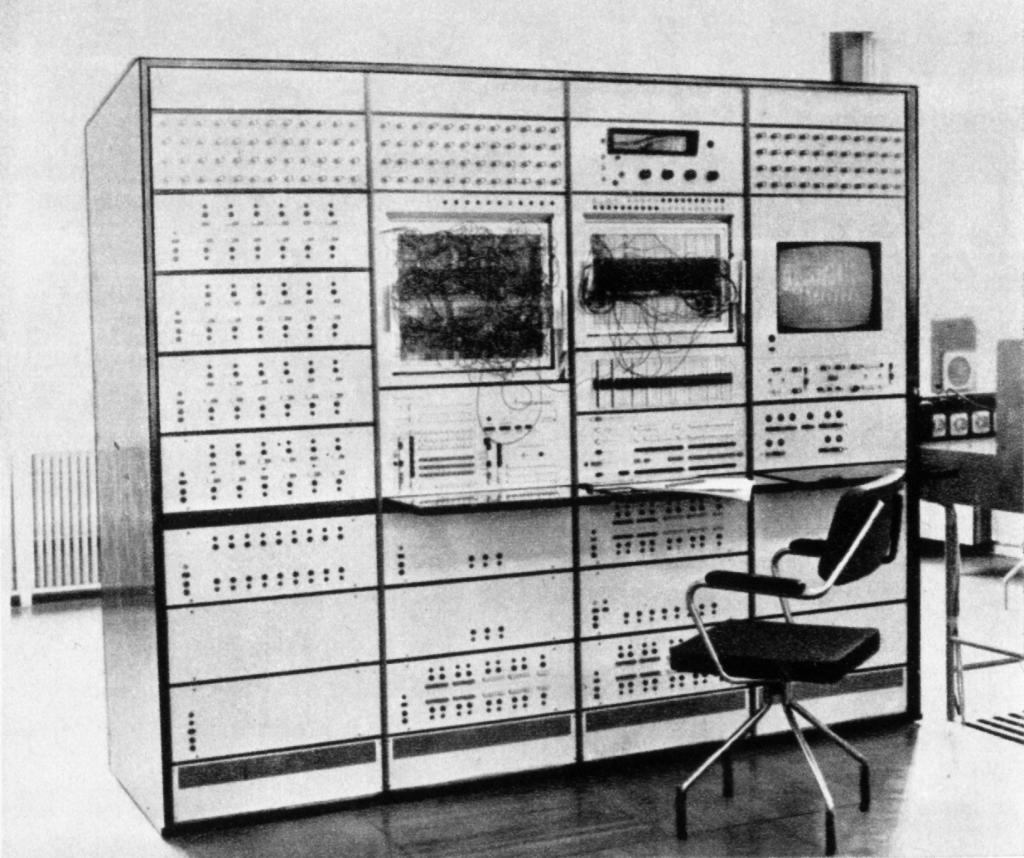
Ordinateur hybride polonais WAT 1001

Les ordinateurs hybrides sont des ordinateurs qui présentent des caractéristiques à la fois d'ordinateurs analogiques et d'ordinateurs numériques. La partie numérique sert souvent de contrôleur et fournit des opérateurs logiques et numériques, tandis que la partie analogique sert à résoudre des équations différentielles et d'autres problèmes mathématiques complexes. Le premier ordinateur hybride de bureau était le Hycomp 250, commercialisé par Packard Bell en 1961. Un autre modèle des prémices était l'HYDAC 2400, un ordinateur hybride publié par EAI en 1963. Dans les années 1980, l'entreprise Marconi Space and Defense Systems Limited (sous la direction de Peggy Hodges) a développé son ordinateur hybride, le Starglow Hybrid Computer, qui est composé de trois ordinateurs analogiques EAI 8812 reliés à un ordinateur numérique EAI 8100, qui lui-même était relié à un ordinateur numérique SEL 3200. Depuis la fin du XXe siècle, les ordinateurs hybrides ont vu leur utilité diminuer étant donné la puissance de calculs croissante des ordinateurs numériques, y compris les processeurs de signaux numériques.
En général, les ordinateurs analogiques sont incroyablement rapides, car ils résolvent la plupart des équations mathématiquement complexes à la vitesse à laquelle un signal traverse le circuit, qui est généralement une fraction appréciable de la vitesse de la lumière. Cependant, les ordinateurs analogiques ne sont pas précis ; la plupart est limitée à trois ou quatre chiffres au plus de précision.
Les ordinateurs numériques sont construits de sorte à pouvoir apporter la solution à une équation avec une précision presque illimitée, mais sont assez lents par rapport aux ordinateurs analogiques. En général, les équations mathématiques complexes sont approximées à l'aide de méthodes itératives, ce qui nécessite un grand nombre d'itérations, dépendamment de la qualité de la « conjecture » initiale à la valeur finale et de la précision souhaitée. (Cette estimation initiale est connue sous le nom de « seed ».) Pendant une grande partie du XXe siècle, de nombreuses opérations effectuées en temps réel étaient trop lentes pour être utiles (par exemple, pour les radars à réseau phasé à très haute fréquence ou pour les calculs météorologiques), mais la précision d'un ordinateur analogique y était insuffisante.
Les ordinateurs hybrides peuvent être utilisés pour obtenir une valeur de référence, qui est très bonne mais relativement imprécise, en utilisant un ordinateur frontal analogique, qui est ensuite introduit dans un processus itératif d'ordinateur numérique pour atteindre le degré de précision final souhaité. Avec une graine numérique précise à trois ou quatre chiffres, le temps de calcul total pour atteindre la précision souhaitée est considérablement réduit, puisque beaucoup moins d'itérations sont nécessaires. L'un des principaux problèmes techniques à résoudre dans les ordinateurs hybrides est la minimisation du bruit des ordinateurs numériques dans les éléments analogiques et les systèmes de mise à la terre.
Le système nerveux chez les animaux peut s'apparenter à un ordinateur hybride. Les signaux traversent les synapses d'une cellule nerveuse à l'autre sous forme de paquets discrets (numériques) de produits chimiques, qui sont ensuite additionnés dans la cellule nerveuse de manière analogique en créant un potentiel électrochimique jusqu'à ce que son seuil soit atteint, après quoi il se décharge et envoie une série de paquets numériques à la prochaine cellule nerveuse. Les avantages sont au moins triples : le bruit à l'intérieur du système est minimisé (et tend à ne pas être additif), aucun système de mise à la terre commun n'est requis et la dégradation du signal est minimale même s'il existe des différences substantielles d'activité des cellules le long d'un chemin (seuls les retards du signal ont tendance à varier). Les cellules nerveuses individuelles sont analogues aux ordinateurs analogiques et les synapses sont analogues à des ordinateurs numériques.
Les ordinateurs hybrides sont distincts des systèmes hybrides. Ce dernier peut n'être qu'une calculatrice numérique équipé d'un convertisseur analogique-numérique en entrée et/ou d'un convertisseur numérique-analogique en sortie, pour convertir des signaux analogiques pour le traitement de signal numérique ordinaire, et inversement, par exemple, pour piloter des systèmes de commande physiques, tels que des servomécanismes.

## Puce hybride VLSI
En 2015, des chercheurs de l'université Columbia ont publié un article sur un ordinateur hybride à petite échelle embarquant la technologie CMOS de 65 nm. Cet ordinateur hybride VLSI de 4e ordre contient 4 blocs intégrateurs, 8 blocs multiplicateurs/réglages de gain, 8 blocs de sortance pour la distribution des signaux en mode courant, 2 ADC, 2 DAC et 2 blocs SRAM. Des contrôleurs numériques sont également implémentés sur la puce afin d'exécuter les instructions externes. Une expérience de robot dans le document démontre l'utilisation de la puce informatique hybride dans les applications embarquées émergentes à faible consommation d'aujourd'hui.